# Długa (Sępopol)
Długa (deutsch Langendorf) ist ein Ort in der polnischen Woiwodschaft Ermland-Masuren, der zur Stadt- und Landgemeinde Sępopol (Schippenbeil) im Powiat Bartoszycki (Kreis Bartenstein) gehört.

## Geographische Lage und Verkehrsanbindung
Długa liegt im Norden der Woiwodschaft Ermland-Masuren, westlich der Alle (polnisch Łyna), 13 Kilometer nordöstlich der Kreisstadt Bartoszyce (Bartenstein). Durch den Ort verläuft eine Nebenstraße, die von Sępopol (Schippenbeil) nach Stopki (Stolzenfeld) und weiter bis Ostre Bardo (Klingenberg) führt. Eine Bahnanbindung besteht nicht.

## Geschichte
Der bis 1945 Langendorf genannte Ort wurde am 11. Juni 1874 namensgebend für einen neu errichteten Amtsbezirk, der bis 1945 bestand und zum Landkreis Friedland, ab 1927 zum Landkreis Bartenstein (Ostpr.) im Regierungsbezirk Königsberg der preußischen Provinz Ostpreußen gehörte. Im Jahr 1883 wurde der 1875 aus der Stadtgemeinde Schippenbeil gebildete Gutsbezirk Schippenbeilshof (1938–1945: Rohden, polnisch Sępopolski Dwór) in den Amtsbezirk Langendorf eingegliedert. 1910 waren hier insgesamt 554 Einwohner registriert. Ihre Zahl stieg bis 1933 auf 597 und betrug 1939 bereits 620, nachdem am 30. September 1928 noch der Gutsbezirk Schippenbeilshof zur Landgemeinde Langendorf kam.
In Folge des Zweiten Weltkrieges kam Langendorf 1945 zu Polen und erhielt die polnische Bezeichnung Długa. Heute ist das Dorf eine Ortschaft innerhalb der Gmina Sępopol (Schippenbeil) im Powiat Bartoszycki (Kreis Bartenstein) in der Woiwodschaft Ermland-Masuren (1975 bis 1998 Woiwodschaft Olsztyn).

### Amtsbezirk Langendorf (1874–1945)
Bei seiner Errichtung im Jahr 1874 gehörten lediglich zwei Landgemeinden zum Amtsbezirk Langendorf, der sich bis 1930 auf vier erweiterte, dann jedoch wieder auf zwei „schrumpfte“:
| Name                                        | Polnischer Name | Bemerkungen                                          |
| ------------------------------------------- | --------------- | ---------------------------------------------------- |
| Anger                                       |                 | 1929 in die Stadtgemeinde Schippenbeil eingegliedert |
| Langendorf                                  | Długa           |                                                      |
| ab 1883: Schippenbeilshof, 1938–1945 Rohden | Sępopolski Dwór | 1928 in die Landgemeinde Langendorf eingegliedert    |
| ab 1930: Stolzenfeld                        | Stopki          | vorher: Amtsbezirk Stolzenfeld                       |

Am 1. Januar 1945 bestand der Amtsbezirk Langendorf lediglich noch aus den Gemeinden Langendorf und Stolzenfeld.

## Religionen
Vor 1945 lebte eine fast ausnahmslos evangelische Bevölkerung in Langendorf. Das Dorf gehörte zum Kirchspiel der Kirche Schippenbeil (Sępopol) im Kirchenkreis Bartenstein (bis 1927 Kirchenkreis Friedland) in der Kirchenprovinz Ostpreußen der Evangelischen Kirche der Altpreußischen Union.
Heute ist die Einwohnerschaft Długas weitestgehend katholischer Konfession. Für sie ist die heute katholische Michaeliskirche in Sępopol die zuständige Pfarrkirche, die jetzt zum Dekanat Sępopol im Erzbistum Ermland der Katholischen Kirche in Polen gehört. In Długa lebende evangelische Kirchenglieder gehören jetzt zur Kirchengemeinde in Bartoszyce (Bartenstein), einer Filialgemeinde der Pfarrei in Kętrzyn (Rastenburg) in der Diözese Masuren der Evangelisch-Augsburgischen Kirche in Polen.